# Kanton Sainte-Foy-lès-Lyon
Sainte-Foy-lès-Lyon is een kanton van het Franse departement Rhône. Het kanton maakt deel uit van het arrondissement Lyon.

## Gemeenten
Het kanton Sainte-Foy-lès-Lyon omvat de volgende gemeenten:
- La Mulatière
- Sainte-Foy-lès-Lyon (hoofdplaats)